# Peridea coreana
Peridea coreana är en fjärilsart som beskrevs av Matsumura. Peridea coreana ingår i släktet Peridea och familjen tandspinnare. Inga underarter finns listade i Catalogue of Life.